# Phoebe in Wonderland
Phoebe in Wonderland (br A Menina no País das Maravilhas; pt No País das Maravilhas) é um filme independente americano de 2009, do gênero drama, dirigido por Daniel Barnz.

## Sinopse
Phoebe(Elle Fanning) é uma menina rejeitada pelos seus colegas de classe, que deseja mais do que tudo participar da peça de teatro da escola, "Alice no País das Maravilhas".Phoebe tem um problema que a faz fazer coisas que não quer, com o estress do dia-a-dia, o comportamento de Phoebe piora cada vez mais, criando uma forte pressão em seus pais. Ambos tentam compreender e ajudar a filha, mas Phoebe se esconde em suas fantasias, confundindo realidade com sonho.

## Elenco
- Elle Fanning .... Phoebe Lichten
- Felicity Huffman .... Hillary Lichten
- Patricia Clarkson .... Miss Dodger
- Bill Pullman .... Peter Lichten
- Bailee Madison .... Olivia Lichten
- Ian Coletti .... Jamie Madison